# Stéphane Sitbon
Pour les articles homonymes, voir Sitbon.
Stéphane Sitbon-Gomez, né le 13 août 1987, est un cadre supérieur de l’audiovisuel public, directeur des antennes et des programmes de France Télévisions.

## Biographie
Stéphane Sitbon est le fils de Michel Sitbon et le petit-fils de Guy Sitbon, « militants de gauche plus rouge que rose » selon le quotidien Libération. Ses parents ont notamment créé la maison d'édition L'Esprit frappeur et fondé le Réseau Voltaire. Stéphane Sitbon, surnommé « Yop », est titulaire d'un master en affaires publiques de l'Institut d'études politiques de Paris (2011).
Il fait ses débuts aux côtés de Cécile Duflot. Lors de l'élection présidentielle de 2012, il dirige la campagne d'Eva Joly, qui obtient un score de 2,3 %,,.
Il travaille pendant deux ans et demi au ministère du Logement, au sein duquel il s'implique sur les questions liées à l'immobilier, « traite avec le DAL et les mal-logés ».
En 2015, il est nommé à France Télévisions, selon Lilian Alemagna et Laure Bretton de Libération, grâce à l'intermédiaire du communicant Denis Pingaud, qui travaille régulièrement avec les Verts. Il est présenté alors par L'Express comme « un enfant de l'écologie politique radicale ». Qualifié de « bras droit » de la présidente de France Télévisions, Delphine Ernotte, il serait chargé de suivre l'abaissement des coûts des programmes de la chaîne, dont celui de Télématin, sujet qui défraye la chronique à l'automne 2019.
Il est à l'origine du projet de la direction du groupe public de transférer juridiquement des salariés de France Télévisions vers sa filiale de production, baptisée France Télévisions Studio. France Télévisions reviendra sur sa décision à la suite d'une tentative de suicide d'une salariée sans toutefois renoncer au transfert des activités de production en interne.
En septembre 2020, il est nommé directeur des antennes et des programmes du groupe, après avoir été directeur de cabinet de la présidente du groupe, Delphine Ernotte, et directeur de la transformation de France Télévisions. En novembre 2020, il décide d'arrêter La Maison France 5. Selon les déclarations de Stéphane Thébaut, son animateur, aucune explication n'a été donnée pour expliquer cette décision.
De même, il a opéré l'arrêt de la série Plus belle la vie, dont les audiences étaient déclinantes. Depuis 2020, les audiences de France 2, et des chaines du groupe au global, sont au plus haut.
Il est le compagnon d'Anne-Cécile Mailfert, présidente de la Fondation des femmes.

## Ouvrage
- Guy Philippon, Mon PSU : dialogue avec Stéphane Sitbon-Gomez, Paris, Les Petits Matins, 2013, 313 p. (ISBN 978-2-36383-081-4).